# Димитър Великсин
 Тази статия е за българския книжовник.  За българския революционер вижте Димитър Великов (Ловча).  
Димитър Великов, по псевдоним Димитър Великсин е български книжовник от времето преди и след Освобождението, един от първите български стихотворци.

## Биография
Роден в Браила в семейството на българи-емигранти от Карнобат. Учи в румънско, гръцко и българско училище и от малък владее перфектно трите езика. На 26 години започва да учителства и взима участие в Тайния революционен комитет, където е съратник на Георги Раковски. Започва да пише първите си стихове, на български, френски и румънски език, които подписва като Великсин. Сътрудничи на в-к „Дунавска зора“ на Добри Войников и на други емигрантски издания.
След преминаването на Дунава на четата на Хаджи Димитър и Стефан Караджа е арестуван в Браила от румънските власти, в дома му е направен обиск, а той е откаран в Букурещ.
Заминава за учи литература за Париж, където с поезията и статиите си в пресата пропагандира българския въпрос. Слуша лекции в Сорбоната между 1869 и 1871 г. При завръщането си в Румъния работи като висш държавен чиновник, но продължава изявите си на литературното и журналистическото поприще.
Димитър Великсин първи в българската възрожденска литература използва сонетната форма. В поезията си вплита патриотични, революционни, любовни и морализаторски мотиви. Запазени са стиховете му „Плачът на България“, „Лебедовата песен на един български изгнаник“, „Една отломка от человеческото сърце“, „Мисли върху женитбата“, „Твърдоглава си девица“, „Кой дявол ме накара“, „О, колко сладко“. Великсин участва активно и в румънския литературен живот, публикува десетки стихотворения на румънски, автор е на драматична пиеса играна в Браила. Днес неговата поезия има основно историческо значение, но за времето си е била високо ценена. За него Христо Ботев казва, че „Великсин е поет по изкуство, аз съм поет по душа“.
Умира през 1896 г. в Париж, където отива да се лекува.

## Памет
През 1897 г. Иван Вазов му посвещава животописната беседа „Велик син“.
На Димитър Великсин е наречена улица в квартал „Сухата река“ в София (Карта).
През 1999 г. в резултат от продължителна работа по издирване и уточняване на литературното му наследство, издателството на БАН публикува сборник събрани съчинения на Димитър Великсин.